# Patinação de velocidade em pista curta nos Jogos Olímpicos de Inverno de 2022 - 1500 m masculino

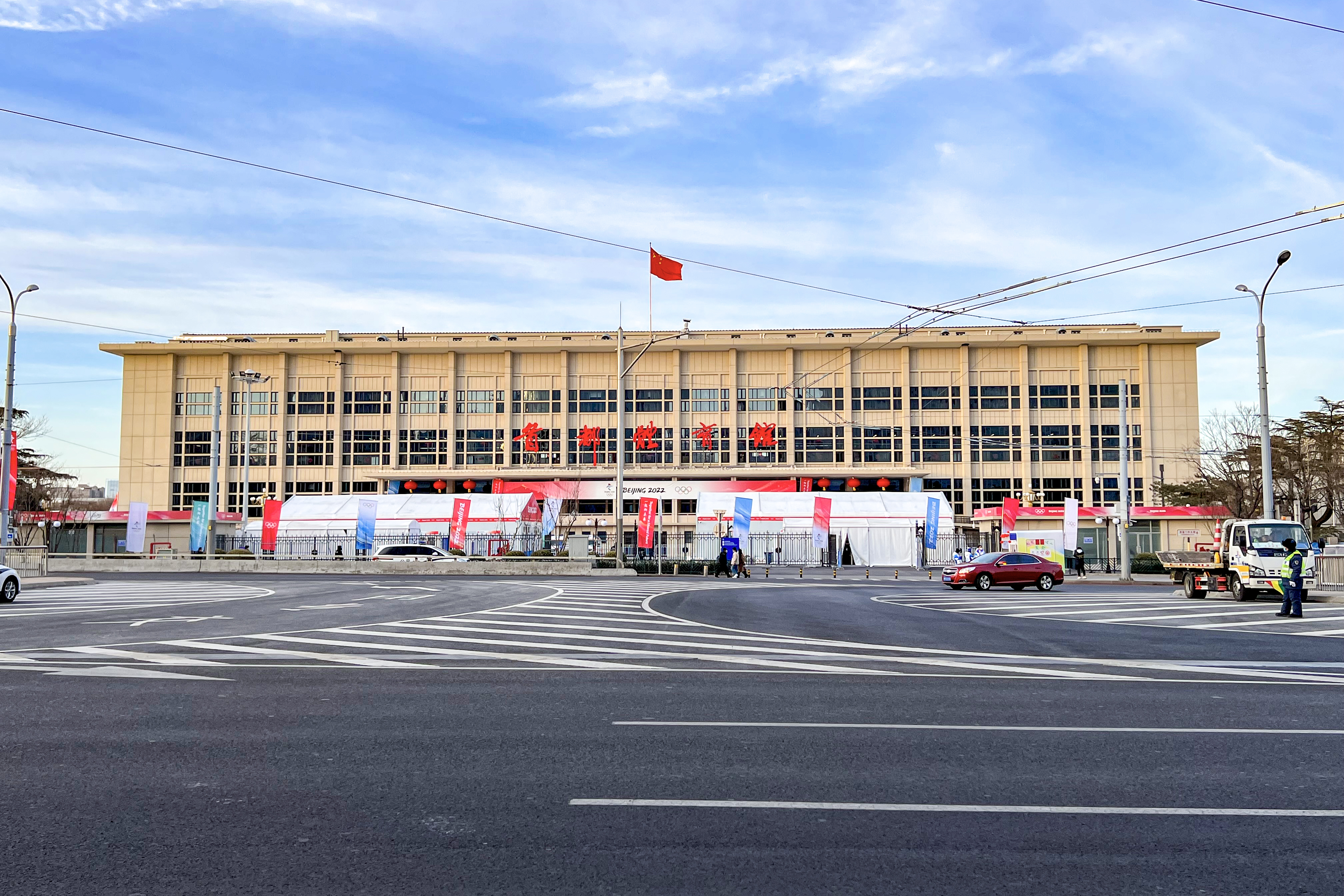
Yuzuru Hanyu chegando a Pequim no dia 6 de fevereiro de 2022, pouco antes de competir nas provas de patinação de velocidade em pista curta nos Jogos Olímpicos de Inverno de 2022. A imagem, capturada no Capital Indoor Stadium, destaca a preparação do atleta para o evento de 1500 m masculino, uma das provas mais aguardadas do torneio. Hanyu, famoso por suas performances impressionantes e recordes mundiais, foi uma das grandes figuras da competição, atraindo a atenção dos fãs e da mídia internacional.

As competições de 1500 m masculino da patinação de velocidade em pista curta nos Jogos Olímpicos de Inverno de 2022 foram no Ginásio Indoor da Capital em Pequim, no dia 9 de fevereiro.

## Medalhistas
| Ouro   | KOR Hwang Dae-heon    |
| Prata  | CAN Steven Dubois     |
| Bronze | ROC Semion Elistratov |

## Recordes
Antes desta competição, os recordes mundiais e olímpicos da prova eram os seguintes:
| Tipo | Atleta        | Tempo        | Local          | Data                    |
| ---- | ------------- | ------------ | -------------- | ----------------------- |
|      | Sjinkie Knegt | 2:07.943 min | Salt Lake City | 13 de novembro de 2016  |
|      | Lim Hyo-jun   | 2:10.485 min | Gangneung      | 10 de fevereiro de 2018 |

Os seguintes recordes mundiais e/ou olímpicos foram estabelecidos durante esta competição:
| Data           | Evento           | Atleta                 | Marca        | Notas            |
| -------------- | ---------------- | ---------------------- | ------------ | ---------------- |
| 9 de fevereiro | Quartas-de-final | HUN Shaolin Sándor Liu | 2:09.213 min | Recorde olímpico |

## Resultados

### Preliminares

#### Eliminatórias
Q — classificado para as semifinais
ADV — classificado após decisão dos juízes
PEN — pênalti
YC — cartão amarelo
| Pos. | Bateria | Atleta             | País               | Tempo    | Notas |
| ---- | ------- | ------------------ | ------------------ | -------- | ----- |
| 1    | 1       | Shaolin Sándor Liu | HUN Hungria        | 2:09.213 | Q,    |
| 2    | 1       | Pascal Dion        | CAN Canadá         | 2:09.723 | Q     |
| 3    | 1       | Denis Ayrapetyan   | ROC                | 2:09.776 | Q     |
| 4    | 1       | Vladislav Bykanov  | ISR Israel         | 2:09.932 | q     |
| 5    | 1       | Roberts Krūzbergs  | LAT Letônia        | 2:10.999 |       |
| 6    | 1       | Michał Niewiński   | POL Polônia        | 2:12.852 |       |
| 1    | 2       | Lee June-seo       | KOR Coreia do Sul  | 2:18.630 | Q     |
| 2    | 2       | Sven Roes          | NED Países Baixos  | 2:18.687 | Q     |
| 3    | 2       | Stijn Desmet       | BEL Bélgica        | 2:19.112 | Q     |
| 4    | 2       | Sun Long           | CHN China          | 2:19.244 |       |
| 5    | 2       | Andrew Heo         | USA Estados Unidos | 2:19.482 |       |
| 9    | 2       | Pietro Sighel      | ITA Itália         | 9        | PEN   |
| 1    | 3       | Hwang Dae-heon     | KOR Coreia do Sul  | 2:14.910 | Q     |
| 2    | 3       | Semion Elistratov  | ROC                | 2:15.094 | Q     |
| 3    | 3       | Steven Dubois      | CAN Canadá         | 2:15.123 | Q     |
| 4    | 3       | Kota Kikuchi       | JPN Japão          | 2:15.243 |       |
| 5    | 3       | Reinis Bērziņš     | LAT Letônia        | 2:15.371 | ADV   |
| 9    | 3       | Ryan Pivirotto     | USA Estados Unidos | 9        | PEN   |
| 1    | 4       | Charles Hamelin    | CAN Canadá         | 2:11.239 | Q     |
| 2    | 4       | Adil Galiakhmetov  | KAZ Cazaquistão    | 2:11.823 | Q     |
| 3    | 4       | Park Jang-hyuk     | KOR Coreia do Sul  | 2:12.116 | Q     |
| 4    | 4       | Quentin Fercoq     | FRA França         | 2:15.347 |       |
| 5    | 4       | Itzhak de Laat     | NED Países Baixos  | 3:08.907 |       |
| 9    | 4       | Denis Nikisha      | KAZ Cazaquistão    | 9        | PEN   |
| 1    | 5       | Sjinkie Knegt      | NED Países Baixos  | 2:12.208 | Q     |
| 2    | 5       | Kazuki Yoshinaga   | JPN Japão          | 2:12.450 | Q     |
| 3    | 5       | John-Henry Krueger | HUN Hungria        | 2:12.525 | Q     |
| 4    | 5       | Yuri Confortola    | ITA Itália         | 2:12.853 | q     |
| 5    | 5       | Shogo Miyata       | JPN Japão          | 2:13.799 |       |
| 6    | 5       | Zhang Tianyi       | CHN China          | —        |       |
| 1    | 6       | Ren Ziwei          | CHN China          | 2:15.084 | Q     |
| 2    | 6       | Shaoang Liu        | HUN Hungria        | 2:15.376 | Q     |
| 3    | 6       | Farrell Treacy     | GBR Grã-Bretanha   | 2:16.880 | Q     |
| 4    | 6       | Daniil Eibog       | ROC                | 2:16.975 |       |
| 5    | 6       | Sébastien Lepape   | FRA França         | 2:41.547 |       |
| 6    | 6       | Luca Spechenhauser | ITA Itália         | 2:56.796 |       |

### Semifinais
QA – classificado para a Final A
QB – classificado para a Final B
ADV — classificado após decisão dos juízes
PEN — pênalti
YC — cartão amarelo
| Pos. | Bateria | Atleta             | País              | Tempo    | Notas |
| ---- | ------- | ------------------ | ----------------- | -------- | ----- |
| 1    | 1       | Lee June-seo       | KOR Coreia do Sul | 2:10.586 | QA    |
| 2    | 1       | Shaolin Sándor Liu | HUN Hungria       | 2:10.685 | QA    |
| 3    | 1       | Denis Ayrapetyan   | ROC               | 2:10.773 | QB    |
| 4    | 1       | Sven Roes          | NED Países Baixos | 2:10.841 | QB    |
| 5    | 1       | Stijn Desmet       | BEL Bélgica       | 2:11.169 | QB    |
| 6    | 1       | Vladislav Bykanov  | ISR Israel        | 2:13.491 |       |
| 7    | 1       | Pascal Dion        | CAN Canadá        | 2:15.271 |       |
| 1    | 2       | Hwang Dae-heon     | KOR Coreia do Sul | 2:13.188 | QA    |
| 2    | 2       | Semion Elistratov  | ROC               | 2:13.229 | QA    |
| 3    | 2       | Kazuki Yoshinaga   | JPN Japão         | 2:14.014 | QB    |
| 4    | 2       | Reinis Bērziņš     | LAT Letônia       | 2:14.714 | QB    |
| 5    | 2       | John-Henry Krueger | HUN Hungria       | 2:18.671 | ADVB  |
| 6    | 2       | Steven Dubois      | CAN Canadá        | 2:38.000 | ADVA  |
| 9    | 2       | Sjinkie Knegt      | NED Países Baixos | 9        | PEN   |
| 1    | 3       | Shaoang Liu        | HUN Hungria       | 2:12.519 | QA    |
| 2    | 3       | Park Jang-hyuk     | KOR Coreia do Sul | 2:12.751 | QA    |
| 3    | 3       | Farrell Treacy     | GBR Grã-Bretanha  | 2:13.736 | ADVA  |
| 4    | 3       | Adil Galiakhmetov  | KAZ Cazaquistão   | 2:18.291 | ADVA  |
| 5    | 3       | Yuri Confortola    | ITA Itália        | No time  | ADVA  |
| 9    | 3       | Ren Ziwei          | CHN China         | 9        | PEN   |
| 9    | 3       | Charles Hamelin    | CAN Canadá        | 9        | PEN   |

### Finais

#### Final B (consolação)
| Pos. | Atleta             | País              | Tempo    | Notas |
| ---- | ------------------ | ----------------- | -------- | ----- |
| 11   | John-Henry Krueger | HUN Hungria       | 2:18.059 |       |
| 12   | Denis Ayrapetyan   | ROC               | 2:18.076 |       |
| 13   | Stijn Desmet       | BEL Bélgica       | 2:18.278 |       |
| 14   | Sven Roes          | NED Países Baixos | 2:18.299 |       |
| 15   | Reinis Bērziņš     | LAT Letônia       | 2:18.499 |       |
| 16   | Kazuki Yoshinaga   | JPN Japão         | 2:18.585 |       |

#### Final A
| Pos.              | Atleta             | País              | Tempo    | Notas |
| ----------------- | ------------------ | ----------------- | -------- | ----- |
| Medalha de ouro   | Hwang Dae-heon     | KOR Coreia do Sul | 2:09.219 |       |
| Medalha de prata  | Steven Dubois      | CAN Canadá        | 2:09.254 |       |
| Medalha de bronze | Semion Elistratov  | ROC               | 2:09.267 |       |
| 4                 | Shaoang Liu        | HUN Hungria       | 2:09.409 |       |
| 5                 | Lee June-seo       | KOR Coreia do Sul | 2:09.622 |       |
| 6                 | Shaolin Sándor Liu | HUN Hungria       | 2:09.953 |       |
| 7                 | Park Jang-hyuk     | KOR Coreia do Sul | 2:10.176 |       |
| 8                 | Adil Galiakhmetov  | KAZ Cazaquistão   | 2:11.584 |       |
| 9                 | Farrell Treacy     | GBR Grã-Bretanha  | 2:11.988 |       |
| 10                | Yuri Confortola    | ITA Itália        | 2:12.384 |       |

Legenda
| Recorde mundial      | Recorde mundial (World record)               |                       | Recorde africano                      | Recorde africano (African) |                                           | Q | Classificado por posição (Qualified) |
| Recorde olímpico     | Recorde olímpico (Olympic record)            | Recorde da América    | Recorde da América (Americas)         | q                          | Classificado por melhor tempo (Qualified) |   |                                      |
| Melhor marca do ano  | Melhor marca do ano (World leading)          | Recorde asiático      | Recorde asiático (Asian)              | DNS                        | Não largou (Did not start)                |   |                                      |
| Recorde nacional     | Recorde nacional (National record)           | Recorde europeu       | Recorde europeu (European)            | DNF                        | Não terminou (Did not finish)             |   |                                      |
| Recorde pessoal      | Recorde pessoal do atleta (Personal best)    | Recorde da Oceania    | Recorde da Oceania (Oceania)          | DSQ / DQ                   | Desclassificado (Disqualified)            |   |                                      |
| Recorde da temporada | Recorde da temporada do atleta (Season best) | Recorde sul-americano | Recorde sul-americano (South America) | NM                         | Sem marca (No mark)                       |   |                                      |